# Денвер (Северна Каролина)
Денвер (енгл. Denver) насељено је место без административног статуса у америчкој савезној држави Северна Каролина.

## Демографија
По попису из 2010. године број становника је 2.309.
| Група             | 2000.    | 2010.         |
| Белци             | 0 (0,0%) | 2.100 (90,9%) |
| Афроамериканци    | 0 (0,0%) | 55 (2,4%)     |
| Азијати           | 0 (0,0%) | 14 (0,6%)     |
| Хиспаноамериканци | 0 (0,0%) | 87 (3,8%)     |
| Укупно            | 0        | 2.309         |